# Setsuna F. Seiei
Setsuna F. Seiei (刹那・F・セイエイ, Setsuna Efu Seiei) est un personnage de fiction de l’anime Gundam 00, créé par Kouga Yun et Chiba Michinori.

## Biographie

### Enfance
Setsuna est d'abord un enfant soldat kurde combattant pour la liberté de son pays. Son véritable nom est Soran Ibrahim. Il subit un lavage de cerveau de la part de Ali Al-Saachez, qui en fit un enfant soldat à la solde du KPSA. On apprend dans la saison 2, le crime horrible perpétré par Setsuna : il a tué de sang-froid ses deux parents, au nom de l'idéologie d'Ali Al-Saachez. Après, comme des dizaines d'autres enfants, il doit faire face à des MS avec de simples kalachnikovs. Alors qu'il est le dernier survivant dans son village et s'il se trouve sur le point de se faire tuer par l'une de ces machines, le Gundam 0 apparait et élimine les MS ennemis. On apprendra plus tard qu'il s'agissait d'un test des capacités du premier Gundam fonctionnant avec un GN drive. Son pilote était Ribbons Almarck, le créateur des innovateurs. Normalement, tous les témoins d'essais du Gundam, excepté les membres des Celestial Being, doivent être éliminés. Cependant, Setsuna sera désigné par Veda comme étant l'un des quatre Gundam meisters. Tieria et Allelujah n'ont au début, pas grande confiance en lui. Ils comprennent mal comment un enfant a pu être désigné pour piloter l'Exia. Seul Lockon lui apportera son soutien à son arrivée.

### Saison 1
Setsuna cherche la vérité et se pose nombre de questions métaphysiques sur sa propre existence et celle des Gundams. Il est déterminé à exterminer la guerre mais ne sait pas véritablement quels sont les plans des Celestial Being, ni ceux d'Aeolia Schenberg. Dès ses premiers combats, il se fait deux adversaires principaux. Son premier ennemi intime, c'est Ali Al-Saachez, celui-là même qui l'a transformé en enfant soldat. Finalement, Al-Saachez réussira à récupérer le Gundam Throne Zwei. Sur Terre, il réussira à surpasser l'Exia grâce à son faux réacteur solaire à particule GN, mais lorsque Setsuna mettra en route son Trans-AM, il ne fera qu'une bouchée du Zwei. Ce dernier réussira cependant à s'échapper. Son deuxième ennemi intime est le pilote de l'Union Graham Aker. Ils s'affronteront à deux reprises et ne se rencontreront en vrai qu'une seule fois. À chaque fois, Setsuna l'emportera. Graham ne combattra l'Exia qu'avec son Flag. Lors du combat final, celui-ci disposera de l'unique Flag disposant d'un faux réacteur solaire à particule GN, réalisé spécialement pour lui.

### Saison 2
Setsuna est de nouveau le personnage central de la saison 2. Sa relation privilégiée avec la princesse de l'Azadistan, Marina Ismail, est étrange. Tous deux sont irrémédiablement attirés l'un vers l'autre, car possédant la même soif de réponse à propos de la destinée humaine. Setsuna montre rarement ses émotions, sauf quand il s'agit  de Lockon, puis de ses deux autres amis Allelujah et Tieria. Dès le début de la deuxième saison, on peut voir que les Celestial Being réformés sont sa seconde famille. C'est même lui qui recrutera le frère de Lockon pour qu'il prenne la succession de tireur d'élite de son frère. Après la mort de Lockon et donc pendant la deuxième saison, il occupe davantage le poste de leader du groupe, d'autant que possédant le fameux Gundam 00 accompagné du O-Raiser, considéré comme le plus puissant jamais construit. Il aura toujours des visions de Lockon jusqu'après la mort de celui-ci. Ces fantômes lui rappellent toujours qu'il ne peut pas changer le passé mais que seul le présent peut être modifié pour créer un monde meilleur.

## Caractéristique du personnage

### Gundam et habileté
Dans la première saison, Setsuna est âgé de 16 ans. Il pilote l'Exia et est un spécialiste du combat rapproché. Les autres Gundam meisters et notamment Tieria n'ont pas confiance en lui, en prétextant qu'il est trop jeune pour piloter un Gundam. Dans les faits, il est certainement l'un des meilleurs des 4 meisters. Contrairement aux autres séries Gundam, le jeune héros n'est pas le chef de l'escadron Gundam. Ce poste est davantage celui de Lockon Stratos. À bien des égards, Setsuna est considéré comme le meilleur pilote de Gundam. Il ira jusqu'à éliminer un mobile armor à lui seul (quoique aidé par Lasse). Le combat final contre Alejandro Corner et son Alvaaron sera véritablement décisif. Affrontant à la suite Corner et Graham, il endommagera définitivement l'Exia, qui ne s'en remettra jamais. Dans la saison 2, ses capacités de pilote seront accrues grâce au 00 Raiser. Il maitrise parfaitement le 00 au point d'anéantir en quelques secondes le Gundam Throne Zwei modifié d'Ali A Saachez, alors même que Setsuna avait une balle dans le bras. Ribbons Almarck est étonné mais surtout énervé de voir qu'un humain puisse aussi bien utiliser le 00, alors que normalement, il devrait être réservé à un Innovator comme lui. Dans la seconde saison également, il trouve un adversaire redoutable en Mister Bushido, alias Graham. Ce dernier possède à sa disposition des crédits illimités pour fonder son propre MS. De plus, il n'est soumis à aucun ordre et possède au sein de l'armée une position totalement libre, ce qui exaspère ses supérieurs et/ou partenaires de combat. Mister Bushido s'oppose de manière psychologique à Setsuna. Il ne voit rien d'autre que le combat dans un certain sens: physique. La guerre ne le préoccupe pas, il veut juste se battre et rien d'autre, à l'inverse de Setsuna qui souvent, se trouve face à lui en tant que soldat plutôt que guerrier. 

### L'innovator
Setsuna n'est pas comme Tieria ou Ribbons, un être né Innovator ; il l'est devenu. C'est certainement une exposition intense aux particules GN du 00 Raiser qui a aidé à déclencher l'« innovation ». Ces sensations d'Innovator se sont révélées graduellement. D'abord, il a pu mieux maitriser le 00 en ayant des réflexes accrus, comme Allelujah. Ensuite, il a pu sentir les ondes cérébrales communicatrices d'Anew à bord du Ptolemaïos, tout comme les deux super-soldats Soma Peries et Allelujah Haptism. Mais Setsuna ne s'est pas rendu compte de ces changements ou du moins n'a pas réussi à les expliquer tout de suite. Puis, il est parvenu à maitriser les particules GN que diffusait le 00 Raiser, en élevant à sept fois la limite, normalement indépassable. Puis, ses yeux sont devenus orange lumineux, faisant de lui le premier Innovator humain.

## Réception
Setsuna F. Seiei figure plusieurs années de suite parmi les dix personnages masculins préférés à l'Anime Grand Prix décerné par Animage, notamment en 2006-2007 où il est classé second.